# 杉本栄一
杉本 榮一（すぎもと えいいち、1901年（明治34年）8月9日 - 1952年（昭和27年）9月24日）は、日本の経済学者。

## 人物
東京生まれ。旧制東京府立第一中学校を卒業後、旧制東京商科大学（一橋大学の前身）で福田徳三のゼミナールに学ぶ。大学の同期に白南雲（元朝鮮民主主義人民共和国最高人民会議議長）らがいる。
福田門下の学者としてはただ一人、マルクス経済学を専攻していたため、母校に残ることが困難であった。卒後は福田の下で勉強を続けていたが、福田の強い後押しがあったものの教授会の承認が得られず、1927年、渋沢栄一の孫である尾高豊作や尾高朝雄の支援を得て設立され、大塚金之助が所長を務める東京社会科学研究所の研究員に高島善哉とともに就任。
1929年に学部ではなく専門部助教授発令の直後に、福田の働きかけを受けた文部省の令を受けヨーロッパに留学することとなる。当時専門部の助教授を務めていたのは、杉本のほかは体操の教員だけであった。
留学中はフンボルト大学などに学び、新明正道とともにカール・コルシュに師事するなどしたのち、キールの景気変動の研究所でワシリー・レオンチェフと机をならべ研究にあたった。
帰国後専門部教授に昇格。中山伊知郎（東畑精一と共にシュンペーターに師事）は先輩に当たる。
日本の経済学における計量経済学の導入に力を入れると同時に、恐慌論の分野でも活躍した。「ワルラス的均衡論に対するケンブリッジ学派の意味付与、計量経済学の独自性の評価等々は、マルクス経済学の再検討とともに古典的意義を持つ。」（「近代経済学の解明（下）」より）との評価もあり、近代経済学とマルクス経済学の橋渡しを考えていたと言えるだろう。
1952年に狭心症による心筋梗塞のため52歳で急逝。ライバル関係だった中山伊知郎学長のはからいで、一教授ながら異例の兼松講堂での一橋大学大学葬に付され、中山学長や予科時代からの友人の笠信太郎朝日新聞論説主幹、米谷隆三教授が弔辞を読んだ。墓所は多磨霊園(6-1-13)。
指導学生に伊東光晴（京都大学名誉教授）や、浅野栄一（中央大学名誉教授）、種瀬茂（第10代一橋大学学長）、宮川公男（一橋大学名誉教授）、宮崎義一（京都大学名誉教授、元日本学士院会員）、早川泰正（北海道大学名誉教授、元千葉商科大学学長）、末永隆甫（大阪市立大学名誉教授、元神戸商科大学学長）、真実一男（大阪市立大学名誉教授、元経済学史学会代表幹事）、玉井龍象（金沢大学名誉教授）など。近藤鉄雄（大蔵官僚、元労働大臣）、植田守昭（元通商産業省基礎産業局長）なども杉本ゼミナール出身。

## 略歴
- 1925年 - 東京商科大学（一橋大学の前身）卒業。
- 1929年 - 東京商科大学専門部助教授、命によりヨーロッパに留学。
- 1932年 - 留学より帰国、東京商科大学専門部教授。
- 1937年 - 東京商科大学講師。
- 1939年 - 東京商科大学教授。
- 1943年 - 同大教授・赤松要を班長とする南方占領地調査団に参加。
- 1948年 - 日本学術会議会員。
- 1952年 - 叙正四位、叙勲三等授瑞宝章。

## 著作

### 単著
- 『米穀需要法則の研究』（日本学術振興会、1935年）
- 『理論経済学の基本問題』（日本評論社、1939年）
- 『統制経済の原理』（日本評論社、1943年）
- 『近代経済学の基本的性格』（日本評論社、1949年）
- 『近代経済学の解明』（上・中）（理論社、1950年、後に岩波文庫、1981年）
- 『経済学を学ぶ・何をいかに学ぶべきか』（理論社、1952年）
- 『近代経済学史』（岩波書店、1953年）

### 共著
- （武谷三男・久保亮五・高島善哉・都留重人）『共同研究・自然科学と社会科学との現代的交流』（理論社、1949年）

### 編著
- 『恐慌』（河出書房、1952年）
- 『マーシャル経済学選集』（日本評論社、1940年）

### 訳書
- ロツシャー『英国経済学史論：十六・十七両世紀に於ける』（同文館、1929年）